# Devňa
Devňa (bulharsky Девня) je město ležící ve východním Bulharsku. Je správním střediskem stejnojmenné obštiny a žije v něm přibližně 9 000 obyvatel.

## Zeměpis
Město se nachází nedaleko Černého moře, 22 kilometrů západně od Varny na severovýchodním konci Devenské nížiny, která patří k nejjižnějším částem Dolnodunajské nížiny. Na východní straně města protéká řeka Devňa, která se dříve vlévala do Beloslavského jezera, ale kvůli rozsáhlé průmyslové zóně vybudované u města byl konec jejího koryta odkloněn do nedaleké Provadijské řeky, která se do jezera vlévá o 2 km dále. V ústích řek se nacházejí mokřady.
Řeka Devňa vzniká z krasových pramenů, které vyvěrají ve městě a jeho okolí. Celkem se tu nachází asi 30 pramenů sdružených do 7 pramenných skupin s celkovým průtokem 3 700 litrů za sekundu. Všechny prameny jsou zachycovány do rozvodů průmyslové vody k zásobování podniků v Devně a Varně. Kvůli průmyslové zóně je životní prostředí znečištěné.
K místním památkám patří pozůstatky starověkého římského Marcianopolisu, včetně amfiteátru, muzeum mozaik a také nedaleká přírodní památka Pobité kameny (Побитите камъни).

## Historie
Oblast je osídlena dlouhodobě, což dokazuje skalní svatyně nejasné datace objevená 2 kilometry severně od města. Současné sídlo vzniklo jíž ve starověku a latinsky se nazývalo Marcianopolis (řecky Μαρκιανούπολις). Bylo hlavním město římské provincie Moesia Inferior, kterou založil císař Traján v roce 106 n. l. po taženích proti Dákům. Předpokládá se, že město pojmenoval na počest své sestry Marcie. Z tohoto období je znám jen málo prozkoumaný starověký amfiteátr.
Dnešní město Devňa vzniklo sloučením tří vesnic – Devňa (dříve též Devne, což se vysvětluje jako božsky nádherné místo), Reka Devňa a Markovo. Koncem 50. let 20. století byla u města zahájena výstavba průmyslového komplexu. V roce 1969 byla Devňa prohlášena za město a skládala se ze čtvrtí Nanko Nedev (původní obec Devňa), Izvorite (původní obec Reka Devňa), Poveljanovo (původní obec Markovo) a Chimik (průmyslová zóna s ubytováním zdejších pracovníků). Později byla většina obytných bloků ve čtvrti Chimik zbourána a nemocnice byla přemístěna do čtvrti Izvorite. Čtvrť Nanko Nedev byla přejmenována na čtvrť Devňa 1 a název Poveljanovo zůstal.

## Doprava
Městem procházejí dvě železniční tratě: trať č. 28 do Kardamu, která vede severojižním směrem a má stanici ve čtvrti Izvorite, a trať č. 2, která vede východozápadním směrem a má stanici ve čtvrti Poveljanovo.
Po severním okraji města vede silnice I-2 Sofie–Varna a souběžně s ní dálnice Chemus.
Během socialismu ve městě fungovala síť městské hromadné dopravy se třemi městskými linkami a doprava do Varny byla zajišťována spoji č. 14, 24, 28. Poté, co byl státní automobilový podnik privatizován, provozuje linky 1, 1A, 14, 14A, 28.

## Obyvatelstvo
Níže uvedená tabulka ukazuje vývoj populace města od třicátých let (1934–2021):
| Rok      | 1934  | 1946  | 1956  | 1965   | 1975   | 1985  | 1992  | 2001  | 2011  | 2021  |
| Populace | 4 351 | 4 734 | 7 987 | 10 557 | 12 464 | 9 680 | 8 412 | 8 733 | 8 013 | 7 685 |

K 15. březnu 2025 ve městě žilo 8 852 obyvatel a bylo zde trvale hlášeno 8 812 obyvatel. Podle sčítání z 1. února 2011 bylo národnostní složení následující: Podle sčítání z 1. února 2011 bylo národnostní složení následující:
- Bulhaři: 5 802 (80.4 %)
- Turci: 625 (8.7 %)
- Romové: 519 (7.2 %)
- ostatní[p 3]: 271 (3.8 %)

## Galerie

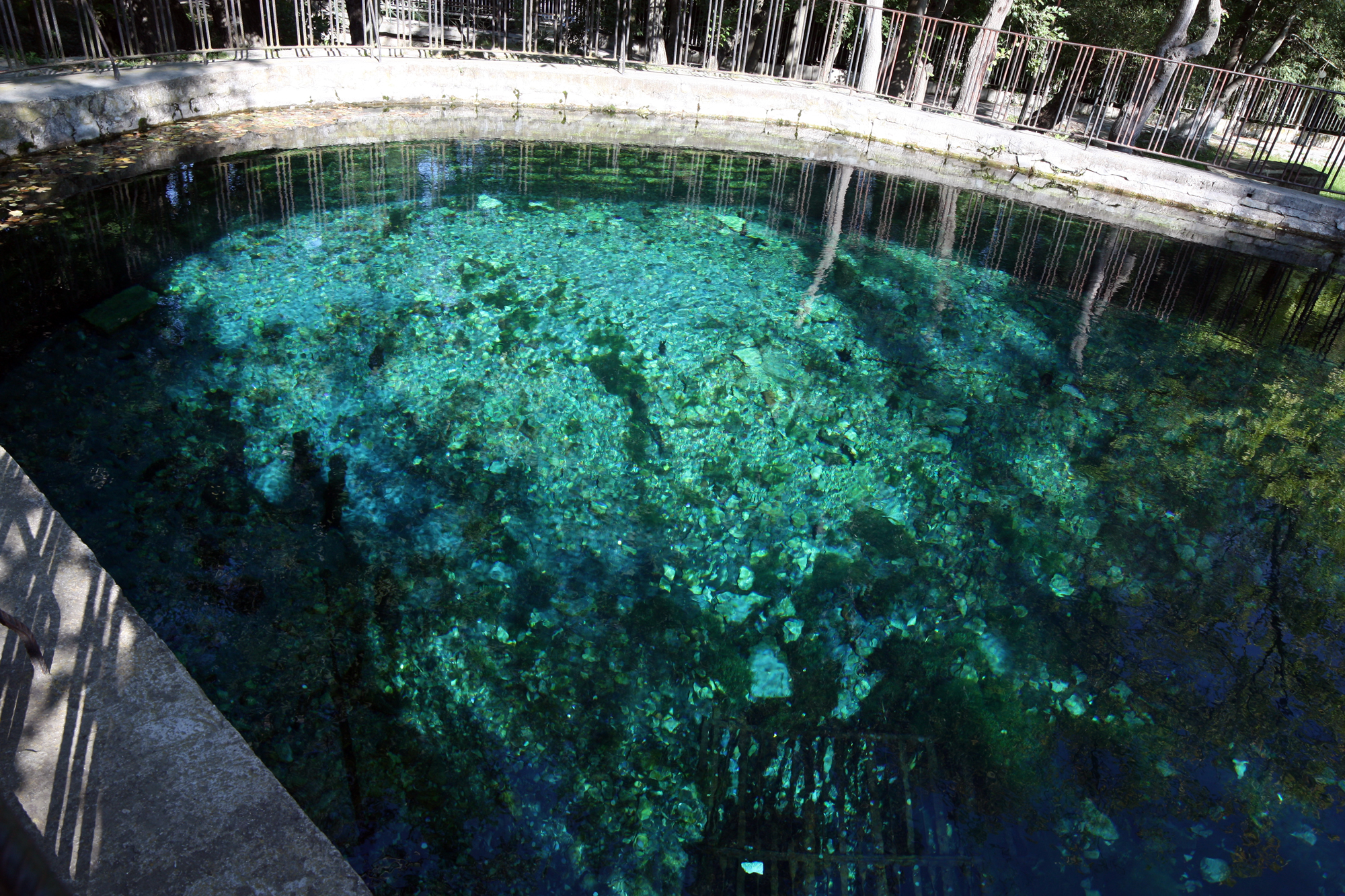
Kouzelný pramen
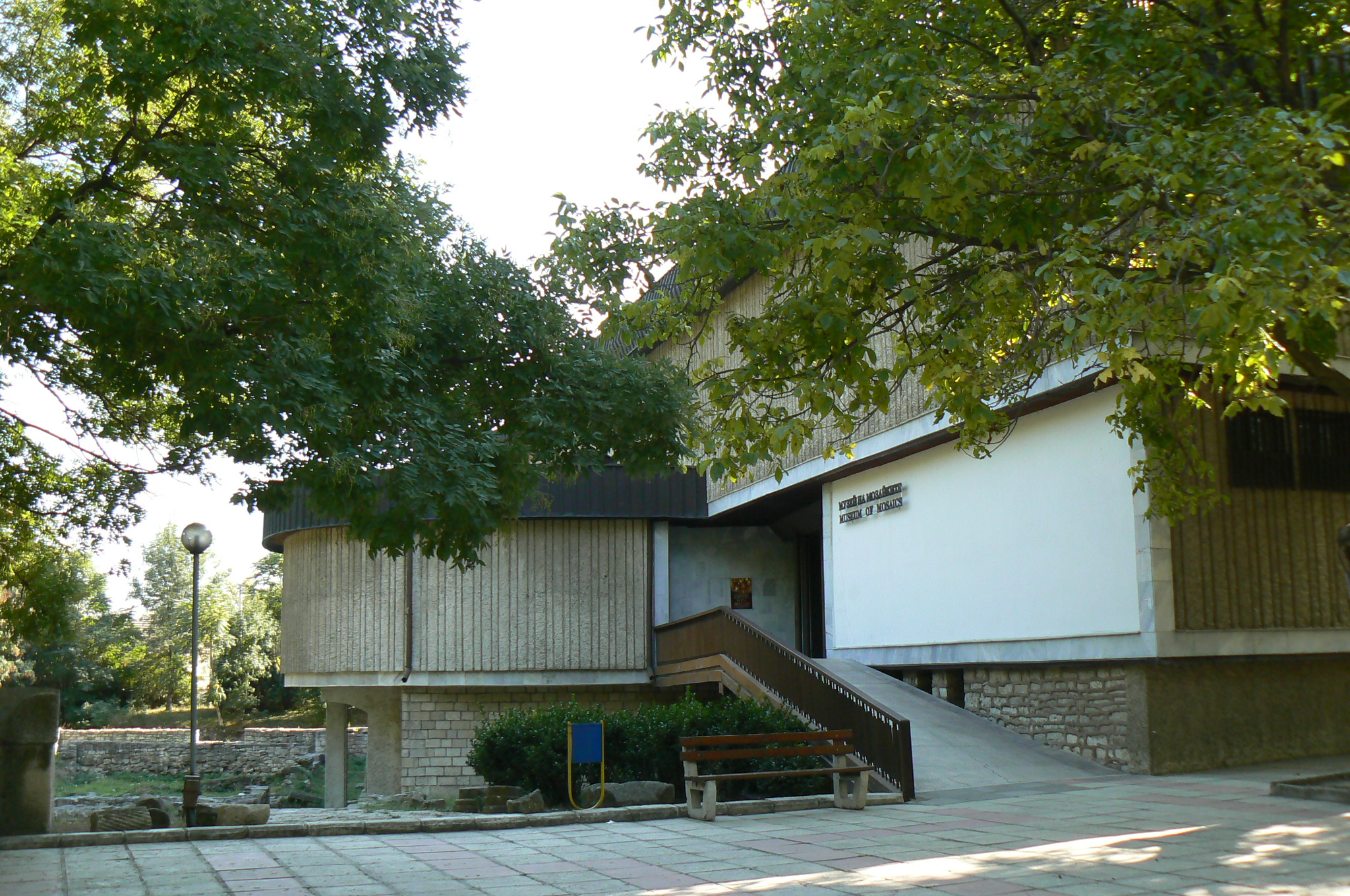
Muzeum mozaik
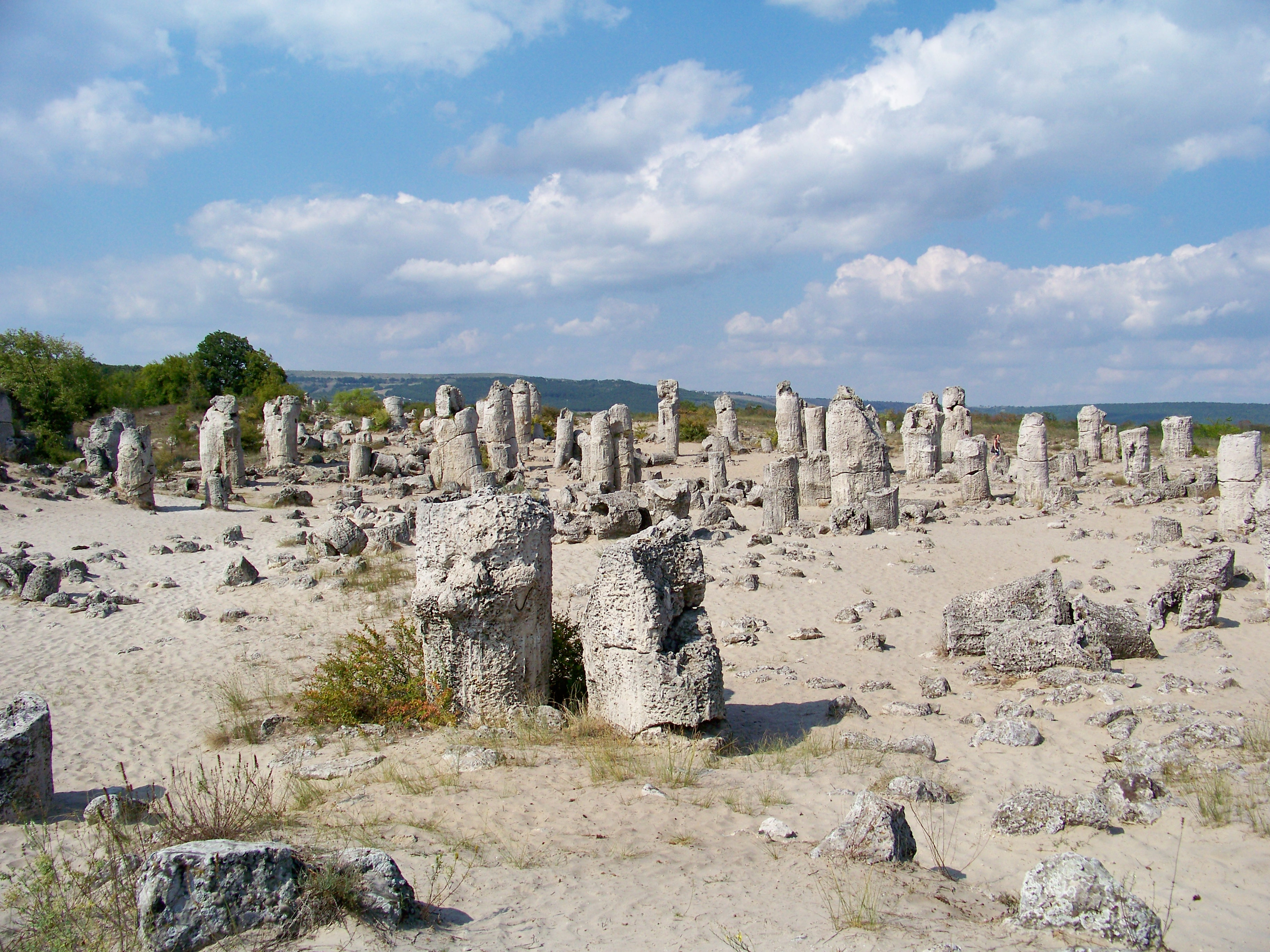
Pobité kameny